# Electro (Sammelbezeichnung)
Electro, auch als Elektro verbreitet, ist eine Sammelbezeichnung unterschiedlicher Musikstile, die sich in den späten 1980er und frühen 1990er Jahren vorwiegend aus Teilen der Electronic Body Music und der europäischen und nordamerikanischen Post-Industrial-Musik heraus entwickelten.
Mit der Musik entstand die Electro-Szene, die sich mittels eigener Veranstaltungen (Maschinen-Open-Air, Electro Meeting etc.), Labels (bspw. Zoth Ommog, Off Beat, Metropolis) und Printmedien (New Life, Bodystyler, Vertigo) organisierte.
Electro als Sammelbezeichnung ist nicht gleichzusetzen mit dem Musikstil Electro, dessen Entstehung primär auf afro-amerikanische Wurzeln (siehe Funk) zurückgeht.

## Hintergrund

### Aufschwung
Die permanente Entwicklung neuer und preislich erschwinglicher Instrumente (vor allem Synthesizer, Sampler und Sequenzer) bildete Mitte der 1980er-Jahre das Fundament für eine Reihe innovativer Strömungen in der elektronischen Musik, die aufgrund ihrer Vielfalt kaum greifbar erschienen. Etliche Kompositionen wurden zum Teil deutlich brutaler arrangiert, was nicht zuletzt durch die Verwendung stimmverzerrender Effektgeräte herrührt, die den Gesang der Vokalisten stark verfremdeten. Einige, zum Teil kaum mehr präsente Genres, die auf dieser Basis in den späten 1980er- und frühen 1990er-Jahren ihren Ausgangspunkt nahmen, wurden in der Folge unter den Bezeichnungen Dark Electro, Hardcore Electro und Electro-Industrial zusammengefasst. Diese drei Stilformen förderten im selben Jahrzehnt die Entwicklung einer vierten, stark von Techno beeinflussten Stilrichtung, den so genannten Aggrotech (auch als Hellectro bezeichnet).
Da zunächst keine Notwendigkeit darin bestand, diese Stile bewusst voneinander zu trennen, etablierte sich Electro Anfang der 1990er Jahre schon bald als Sammelbezeichnung. Überdies ließ sich das musikalische Spektrum von Projekten wie Leæther Strip, X Marks the Pedwalk, Plastic Noise Experience, Cat Rapes Dog, Birmingham 6, Evils Toy, Abscess, Decoded Feedback, Forma Tadre und In Strict Confidence nur schwer auf einen Nenner bringen, sodass – bspw. zur musikstilistischen Umschreibung nordamerikanischer Formationen wie Skinny Puppy, Mentallo & The Fixer, Index und Velvet Acid Christ oder für europäische Projekte wie Wumpscut – gelegentlich Behelfsbezeichnungen wie Splatter Electro oder Endzeit-Electro Verwendung fanden. Dieser, über die erste Hälfte der 1990er-Jahre hinweg andauernde Zeitabschnitt gilt als vielseitige Epoche nach dem Ableben der EBM-Ära in Europa.
In der Mitte der 1990er traten Einflüsse aus dem IDM- und Electronica-Umfeld hervor. Künstler, die vereinzelt Elemente aus diesen Bereichen kompositorisch einsetzten bzw. musikalisch nahezu gänzlich mit diesen Genres fusionierten, waren Lassigue Bendthaus, Haujobb, Gridlock, Individual Totem und Pulse Legion.

### Wandel und Stagnation
Zur gleichen Zeit begannen die Herstellerfirmen elektrophoner Klangerzeuger verstärkt damit, ihre Aufmerksamkeit auf die populären Genres der elektronischen Tanzmusik, wie Techno, House oder Goa-Trance, zu richten und eigens dafür entwickelte Synthesizer auf dem Markt zu etablieren. Einige der ersten Synthesizer, die die Techno-/Dance-Kultur in den kommenden Jahren prägten, waren der Nord Lead der Firma Clavia (1995), der CS1x von Yamaha (1996) sowie die MC-303-Groovebox und der JP-8000 von Roland (1996/1997). Schon bald fand dieses Equipment auch in der Electro-Szene Verwendung, was zur Folge hatte, dass sich etablierte Electro-Acts stilistisch zunehmend der Techno-Bewegung annäherten, darunter Funker Vogt, die auf die Techno-Komponenten des Yamaha CS1x zurückgriffen, und Decoded Feedback, die die Trance-Sounds der Roland MC-303 verarbeiteten. Die vermehrte Verwendung dieser Synthesizer bewirkte in der zweiten Hälfte der 1990er Jahre die Herausbildung der Genres Future Pop und Aggrotech. Die anhaltende Popularität und Festigung beider Stile führte stufenweise zur Stagnation und verdrängte überdies die ursprünglichen Spielarten des Electro aus dem Licht der Öffentlichkeit, was sich insbesondere auf die Vorkämpfer der Electro-Szene negativ auswirkte.

„Immer mehr Elektro-Bands nähern sich kommerziellen Gefilden, spielen verstärkt mit […] Dance- und […] Techno-Einflüssen. Außerdem nimmt die Flut der Veröffentlichungen im Elektro-Bereich rapide zu und das Niveau ab. Steht die Elektro-Szene vor dem Overkill?“

## Genrespezifische Untergliederung
Obgleich die Übergänge zwischen den Spielarten fließend sind (so z. B. bei Mortal Constraint, Plastic Noise Experience, :Wumpscut: oder Allied Vision, die sich aufgrund ihrer Einflüsse und Ausdrucksformen gleichzeitig mehreren Stilrichtungen zuordnen ließen) und sich ein Teil der Bands im Laufe der Zeit stilistisch wandelte, lassen sich simplifizierend einige Basismerkmale herausarbeiten, die eine Definition dreier Subgenres ermöglichen. Diese Genres wurden in den 1990ern unter den Titulierungen Dark Electro, Hardcore Electro und Electro-Industrial zusammengefasst.

### Dark Electro
Dark Electro bezeichnet einen auf der Grundlage der Electronic Body Music und unter Einfluss internationaler Post-Industrial-Formationen wie Skinny Puppy und The Klinik entstandenen Stil, dessen klangliche Schwerpunkte auf düsteren, partiell mehrschichtigen Flächensounds und elektronisch verfremdetem Gesang liegen. Tanzbarkeit nimmt hierbei eine untergeordnete Stellung ein. Der Einsatz gutturalen Gesangs (speziell Grunting und Screaming) lässt Ähnlichkeiten zum simultan aufkommenden Black-Metal-Revival deutlich werden – eine jedoch eher zufällige Gemeinsamkeit.
Als Hauptvertreter galten yelworC aus München, die bereits kurze Zeit nach ihrem 1992er Debüt-Album „Brainstorming“ einen Split vollzogen. Projektinterne Differenzen brachten die langjährige Kooperation zum Erliegen. Aus der Trennung ging das Soloprojekt amGod hervor, mit dem Dominik van Reich alias Oliver Büttner den für yelworC typischen Sound konsequent fortführte. Der Stil etablierte sich zur selben Zeit mithilfe weiterer Veröffentlichungen von Gruppen wie Placebo Effect, Trial oder Mortal Constraint und wurde bis um die Jahrtausendwende durch Acts wie Seven Trees, Ice Ages und Tri-State repräsentiert.
Bedeutende Vertreter:
amGod, Arcana Obscura, Disharmony, Ice Ages, Mortal Constraint, Placebo Effect, Seven Trees, Splatter Squall, Trial, Tri-State, yelworC

### Hardcore Electro
Hardcore Electro entstand in der allgemeinen Tendenz, tanzbare, EBM-strukturierte Songs um harsche Percussion und Distortion-Effekte zu erweitern. Rhythmusspuren, Sequenzen sowie Sprech- und Schreigesang wurden demgemäß elektronisch stark verfremdet. Das Genre war hauptsächlich durch Rohheit und Härte gekennzeichnet, die in der Regel als dunkel wahrgenommene Atmosphäre des Dark Electro erreichte es dabei nicht. Zur klanglichen Intensivierung kamen gelegentlich Rhythmusgitarren-Samples zum Einsatz (so bspw. bei Projekten wie Klutæ oder Psychopomps).
Verwendung fand die Stilbezeichnung in den 1990ern u. a. für die Musik von Leæther Strip, nachdem sich Mastermind Claus Larsen mit der Mini-LP „Science for the Satanic Citizen“ von seinen EBM-Wurzeln löste und in weitaus brachialere Gefilde abdriftete. Trotz mehrmaliger Erwähnung in Musikmagazinen wie Zone, New Life, Side Line, Glasnost oder Sub Line konnte sich die Bezeichnung Hardcore Electro nicht flächendeckend etablieren.
Bedeutende Vertreter:
Abortive Gasp, Absent Minded, Allied Vision, Controlled Fusion (Frühwerke), Funker Vogt (Frühwerke), Klutæ, Leæther Strip, Network Access, NVMPH, Plastic Noise Experience (Frühwerke), Psychopomps (Frühwerke), Second Disease, Wumpscut (Frühwerke)

### Electro-Industrial
Electro-Industrial ist ein Genre, das mit seiner starken Verwurzelung im rhythmusbetonten Terrain der Post-Industrial-Musik (Blackhouse, Esplendor Geométrico) monotone, maschinell anmutende Rhythmusmuster mit verzerrten Gesangslinien verbindet. Die Vocals werden größtenteils elektronisch stark verfremdet, zumeist geschrien oder gesprochen. Der Stil ist durch Tanzbarkeit und minimalistische Strukturen gekennzeichnet, Texte werden oft sparsam eingesetzt oder dienen, bspw. durch Wiederholung einzelner Worte, lediglich der Untermalung.
Dirk Ivens (Dive) äußerte sich diesbezüglich wie folgt:

„Mit Dive möchte ich zu den Anfängen der Elektronik-Musik zurückkehren, zu einer Zeit, wo es noch keine Sampler gab. Es ist harte Musik, sehr rhythmisch mit einem starken Beat. Mit Dive möchte ich maximale Musik mit einem Minimum an Equipment realisieren. Es soll ehrliche, direkte Musik sein.“

Neben Dive (ehemals The Klinik) zählte Suicide Commando zu den bekanntesten Vertretern in den 1990ern, bevor beide Projekte andere Wege gingen und neuere Acts, wie Pierrepoint, Stin Scatzor oder Infact, den Stil fortführten.
Bedeutende Vertreter:
Cyberthreat, Dive, Infact, Mimic Mind, Pierrepoint (Mittelphase), Stin Scatzor, Suicide Commando (Frühwerke)
In Nordamerika wird mit dem Ausdruck Electro-Industrial in erster Linie die Musik von Skinny Puppy, Numb, Front Line Assembly, Yeht Mae, Mentallo & The Fixer, Fektion Fekler, Spahn Ranch und überregionalen, stilistisch vergleichbaren Gruppen wie Putrefy Factor 7 assoziiert. Die Bezeichnung etablierte sich dort zu Beginn der 1990er vermutlich unabhängig von der europäischen Definition und löste sukzessiv den bis dahin verbreiteten Terminus Industrial Dance ab.

## Technoid geprägte Derivate

### Aggrotech bzw. Hellectro

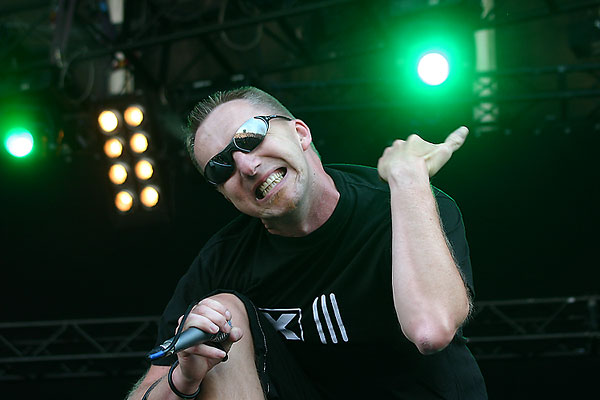
Johan van Roy (Suicide Commando)

Ende der 1990er Jahre kristallisierte sich schrittweise ein neuartiger Stil heraus, vorrangig geprägt durch Acts wie Funker Vogt, Suicide Commando, Hocico und Wumpscut, die anfänglich in den Bereichen Hardcore Electro und Electro-Industrial beheimatet waren.
Ein signifikantes Merkmal des Stils ist der starke Einfluss der Techno-/Trance-Musik (z. B. der 3xOsc-Sound). Speziell die für Hardstyle typischen SuperSaw-Leads, die mit dem Synthesizer Roland JP-8000 in die Dance-/Trance-Musik eingeführt wurden, bilden eines der Basisattribute dieses Stils. Kennzeichnend sind darüber hinaus Hi-Hats und schnelle, tanzbetonte Rhythmen im 4/4-Takt. Komplexe und synkopisch gestaltete Rhythmusmuster gibt es kaum, häufig erfolgt der Einsatz einer geradlinigen und verzerrten Bassdrum. Wie bei den zuvor genannten Electro-Genres ist die Verwendung eines elektronisch verfremdeten Schrei- oder Brüllgesangs üblich, die Tracks werden fast ausnahmslos für die Tanzfläche konzipiert, wodurch atmosphärische Flächensounds (wie sie vor allem im Dark Electro vorherrschen) in den Hintergrund treten. Für diese aggressive und technoid geformte Spielart fand sich im englischen Sprachraum die Bezeichnung Aggrotech. In Deutschland sind hingegen Titulierungen wie Hellectro oder Brachial-Electro geläufig.
Auch wenn sich dieser Stil zeitweise zur vorherrschenden Spielart in der schwarzen Szene entwickelt hatte, so existierte noch immer ein klangliches Spektrum, dessen untypische Vertreter den Aggrotech nur fallweise repräsentierten. Bei einigen Spielarten werden beispielsweise weniger verzerrte, dem Techno allerdings noch näher stehende Elemente verwendet. So führte Aggrotech, ähnlich wie Future Pop und Electronica zu einer weiteren musikalischen Öffnung der Szene.
Bedeutende Vertreter:
Agonoize, Combichrist, ECO, Funker Vogt, God Module, Grendel, Hocico, Amduscia, Nachtmahr, SITD, Suicide Commando (Spätwerke)

## Bekannte Plattenfirmen
| - Accession Records - Alfa Matrix - Broken Seal - Celtic Circle Productions - Cleopatra - Consequence Records - COP International | - Cyberware Productions - Dependent - DSBP - Electric Blue - Energy Rekords - Hard Records - Hypnobeat | - Infacted Recordings - Machinery - Maschinenwelt - Metropolis - NoiTekk - NovaTekk - Off Beat | - Out of Line - Pendragon - ProNoize - Scanner - Simbiose Records - Van Richter - Zoth Ommog |

## Printmedien
| - Black Monday (US) - Bodystyler (D) - Crewzine (SK) - Culture Shock (US) - Dissonance (US) - Electronic Disease (D) | - Engine (BR) - GEAR Magazine (US) - In Perpetual Motion (US) - Industrial Nation (US) - Infectious Substance (US) - Interface (US) | - NRG. (D) - Neurostyle (D) - New Life (CH / D) - Permission (US) - Revotnik (D) - Side-Line (B) | - Sur-face (D) - Terra Industria (US) - Under the Flag (B) - Vertigo (D) - Voltage (US) - Zone (D) |